# Em Casa
Em Casa é um álbum ao vivo e DVD lançado pelo cantor brasileiro Alexandre Pires no ano de 2008. Traz canções com participações especiais de Alcione, Ivete Sangalo, Revelação, Daniel, Perlla, e dos cantores angolanos Yola Araújo e Anselmo Ralph. Destaque para as canções: "Tira Ela de Mim", "A Deus Eu Peço" e "Delírios de Amor". O álbum ganhou disco de ouro em Portugal. O álbum foi gravado no dia 8 de janeiro de 2008, dia em que Alexandre completava 32 anos de idade, na casa de shows Castelli Máster em Uberlândia, cidade natal do cantor.

## Faixas

### CD
1. "Pode Chorar"
2. "Sai da Minha Aba"
3. "Eva, Meu Amor"
4. "Dessa Vez Eu Me Rendo"
5. "Delírios de Amor" (part. Grupo Revelação)
6. "Só por Um Momento"
7. "Estrela Cadente" (part. Ivete Sangalo)
8. "Medley SPC"
9. "Tira Ela de Mim"
10. "A Deus Eu Peço" (part. Yola Araújo e Anselmo Ralph)
11. "Cigano"
12. "Cheguei Tarde Demais" (part. Daniel)
13. "Depois do Prazer" (part. Alcione)
14. "Mineirinho"

### DVD
1. "Final Feliz"
2. "Eva, Meu Amor"
3. "Sai da Minha Aba"
4. "Dessa Vez Eu Me Rendo"
5. "Delírios de Amor" (part. Grupo Revelação)
6. "Só por Um Momento"
7. "Medley SPC(1) - Quando é Amor/ Amor Verdadeiro/ Minha Metade"
8. "Medley SPC(2) - Tá por Fora/ Machuca Demais/ Interfone"
9. "Medley SPC(3) - Nosso Sonho Não é Ilusão/ Tão Só/ Que Se Chama Amor"
10. "Vida Engraçada"
11. "Estrela Cadente" (part. Ivete Sangalo)
12. "Pode Chorar"
13. "Tira Ela de Mim"
14. "Cigano"
15. "Essa Tal Liberdade"
16. "Cheguei Tarde Demais" (part. Daniel)
17. "Apelo"
18. "Depois do Prazer" (part. Alcione)
19. "Você Virou Saudade"
20. "A Deus Eu Peço" (part. Yola Araújo e Anselmo Ralph)
21. "Leva"
22. "Te Amar sem Medo" (part. Perlla)
23. "Mineirinho"

## Singles
O primeiro single foi Pode Chorar.
O segundo single foi Delírios de Amor.
O terceiro single foi Estrela Cadente.
O quarto single foi Dessa Vez eu Me Rendo.
O quinto single foi Cigano.
O sexto single foi Só Por um Momento.